# 종교와 HIV/AIDS
종교와 HIV/AIDS 사이의 관계는 범유행이 시작된 이후로 계속되고 있다. 여러 종교 공동체가 HIV/AIDS에 대한 인식 높이기, 무료 치료 제공하기, HIV/AIDS 검사와 예방 조치에 참여했다. 루터교, 감리교 같은 기독교 단체는 세계 에이즈의 날을 지키면서 사람들에게 이에 대해서 교육하기에 찬성해왔다. 어떤 교회에서는 HIV/AIDS에 걸린 사람들을 진단하고 돕기 위해 혈액 검사 자원봉사 캠프와 상담 센터를 운영한다.
LGBT인 사람들과 콘돔 사용을 중심으로 논란이 일고 있는 종교가 있는 반면에  LGBT인 사람들을 긍정적으로 여기고, 질병 예방을 위해 콘돔 보급에 적극 참여하고 있는 종교도 있다.

## HIV 감염자와 AIDS에 대한 종교적 태도

### 기독교
루터교인들은 신학과 성서 해석을 통해 깊은 은총을 담아 비난에 맞서고, 에이즈 문제가 아니라 사람에게 초점이 맞춰져 있는 고정관념에 맞서야 한다. 은총은 단체가 연민을 가져서 HIV 또는 AIDS에 감염된 누군가의 온 삶을 위한 곳을 제공할 수 있도록 한다. 루터교인으로서, 우리는 오직 은총에 기반해서 믿으며, 따라서 우리는 세계를 위해 은총으로 가득찬 교회라고 불린다. 우리는 동정을 베풀고, HIV에 감염된 사람들에게 존엄성을 인정하며 선대해야 한다. 또한 사람들이 어떻게 HIV에 감염되는지에 대해서 특별히 우리의 오해를 벗기는 것에 대해 얘기해 보아야 한다. — 리빙 루터런, 미국 복음주의 루터교회의 출판물

많은 기독교 교파와 기독교 자선단체에서 HIV/AIDS 감염자들을 위한 서비스를 제공한다. 한 가지 예는 산테지디오 공동체가 추진하는 프로그램인 "에이즈와 영양실조의 약 제공"(DREAM)이다.
미국 복음주의 루터교 교회는 매년 세계 에이즈의 날을 기념하는데, 이는 "지금까지 HIV와 AIDS에 감염되어 왔고, 앞으로도 감염될 모두를 기억"하고 "인식을 높이고 충실하고 헌신적인 대응을 계속"하기 위해서. 루터교인들은 "HIV 또는 AIDS에 걸린 사람들이 낙인이 찍혀 차별받는 걸 멈추기 위한 계기"가 되려고 회의를 개최했다.  인도 복음주의 루터교 교회는 HIV/AIDS에 감염된 사람들을 돕기 위해 자발적인 혈액 검사 캠프와 상담 센터를 운영한다. 이곳은 "간호사와 준의료진을 교육하고, 마을 사람들에게 정보를 공유한다. 또 AIDS 인식 회의를 주관하고, 교육용 인형극, 질병에 대한 비디오 다큐멘터리를 제공"한다.
연합감리교회는 HIV/AIDS에 걸린 사람들을 환영하고 도와야 한다고 가르친다. 또 질병에 걸린 사람들에 대한 차별을 끝내고, HIV에 대한 교육과 인식을 지원한다. 감리교는 HIV에 감염된 사람들과 단합하기 위해, HIV 검사를 받는 많은 교인들과 회의를 열었다.
회중교회의 전통이 있는 칼뱅주의 교단인 미국 연합 그리스도의 교회 (UCC)는 범유행을 물리치기 위해, 교회처럼 종교와 관련된 교육 환경에서 콘돔을 나눠주는 걸 권장한다.
제리 폴웰은 여러 번 AIDS 범유행을 LGBT 문제와 연관시켰고, "AIDS는 동성애자에 대한 하나님의 벌일 뿐만 아니라, 동성애자를 허락하는 사회에 대한 하나님의 벌이다"라고 말했다.
예수 그리스도 후기 성도 교회는 질병이 나아지지 않는 HIV 양성인 사람들이 모르몬교 선교사로 사역하는 것을 금지한다.

### 이슬람교
이슬람교와 AIDS에 대한 문제는 최근에 HIV/AIDS 전염병이 확산되면서, 질병이 퍼지는 걸 막으려는 인식과 노력 덕분에 다시 떠올랐다. 많은 이슬람교도들은 AIDS가 "죄의 프리즘"을 통해 일어난다고 생각한다. 또한 매춘, 여러 명과의 성관계 또는 무절제한 성행위와 같은 죄가 있는 행동이 일으킨다고 본다. HIV/AIDS 전염병에 대한 인식은 이슬람 공동체 사이에서 커지고 있으며, 확산을 막기 위한 노력이 시작되고 있다. 남아프리카 공화국에 근거지가 있는 MAP(무슬림 인식 프로그램)는 이슬람교에서 가르치는 도덕에 기반해서 HIV/AIDS 예방법을 알리는 종교 단체이다. 이러한 활동에는 결혼 외의 모든 성행위를 금욕 하는 것, 약물 사용을 자제하는 것, 결혼 생활에서 신뢰도를 심어주는 것 등이 있다. 대부분의 이슬람교도들에 따르면, HIV/AIDS 전염병을 퇴치하는 열쇠는 예방이다. 그 사람들의 관점에서는, 도덕, 순결, 결혼의 신성함에 대해 이슬람교가 입장을 세계와 공유해야 한다. 이슬람은 여러 명과의 성관계, 결혼 밖의 성관계, 기타 무절제한 성위 및 동성애를 부도덕한 것으로 간주한다. 그래서 어떤 이슬람교도들은 이러한 행동을 HIV/AIDS의 주요 원인으로 생각한다. 또 금욕과 순결, 결혼 이내의 성관계를 장려하는 것이 대유행을 막거나 끝낼 수 있는 열쇠라고 생각한다.

### 유대교 및 유대인 사상
가톨릭교 등 다른 종교들과는 다르게, 많은 유대교인들 또는 많은 유대교 운동 단체가 인정할 수 있는 중앙의 유대교 단체는 없다.